# Baixa Ribagorça
La Baixa Ribagorça és una comarca de la Franja de Ponent, situada al voltant de Benavarri, que n'és la capital i principal centre de serveis. És un territori administrativament aragonés i alhora catalanoparlant. Se solen incloure a la Baixa Ribagorça els municipis de la rodalia de Benavarri i de la ribera del riu Queixigar, és a dir, Benavarri, Tolba, Viacamp i Lliterà, Pont de Montanyana, Estopanyà, Castigaleu, i Monesma i Queixigar. També es considera de la Baixa Ribagorça la vall mitjana de l'Isàvena, de parla més hibridada si bé històricament vinculada a Benavarri. Són els municipis de Llasquarri i Isàvena, i les zones catalanòfones dels municipis de Graus i Capella.

## La Baixa Ribagorça en el context de la Ribagorça històrica

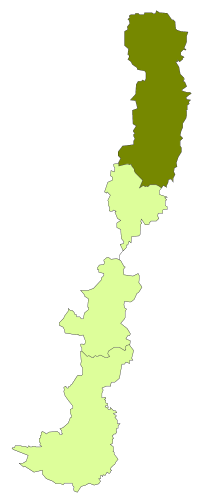
Situació de la Ribagorça en el context de la Franja de Ponent (postura integracionista)

L'actual comarcalització oficial aragonesa unifica totes les terres ribagorçanes en una única comarca, la Ribagorça, amb capital a Graus. En canvi, des d'un punt de vista de Països Catalans se sol dividir la Ribagorça catalanoparlant en tres comarques: l'Alta Ribagorça amb capital al Pont de Suert, la Baixa Ribagorça amb capital a Benavarri, i la Vall de Benasc amb capital a Benasc. Aquesta darrera hi queda inclosa més per tradició d'estudis que no pas per unanimitat científica. Finalment s'hi exclou la Ribera de l'Éssera, amb capital a Graus, perquè la seva parla no és considerada de filiació catalana.
Com que la denominació Baixa Ribagorça no existeix legalment, s'han donat d'altres límits entre l'Alta Ribagorça i la Baixa Ribagorça. De manera que han sortit propostes de comarcalització que també inclouen a la Baixa Ribagorça els municipis de Beranui i Tor-la-ribera, tot i tenir Pont de Suert més proper que Benavarri. D'altres propostes inclouen a la Baixa Ribagorça els territoris administrativament catalans del municipi de Tremp, a l'entorn de Castissent i Pont de Montanyana.

Finalment, d'altres autors parlen de Baixa Ribagorça Occidental al voltant de Graus, i Baixa Ribagorça Oriental al voltant de Benavarri. Així mateix, i des del punt de vista lingüístic, la Baixa Ribagorça occidental inclou els municipis de Fonts, Estada i Estadella, i fins i tot, alguns parlars de transició de la Vall de la Sosa.

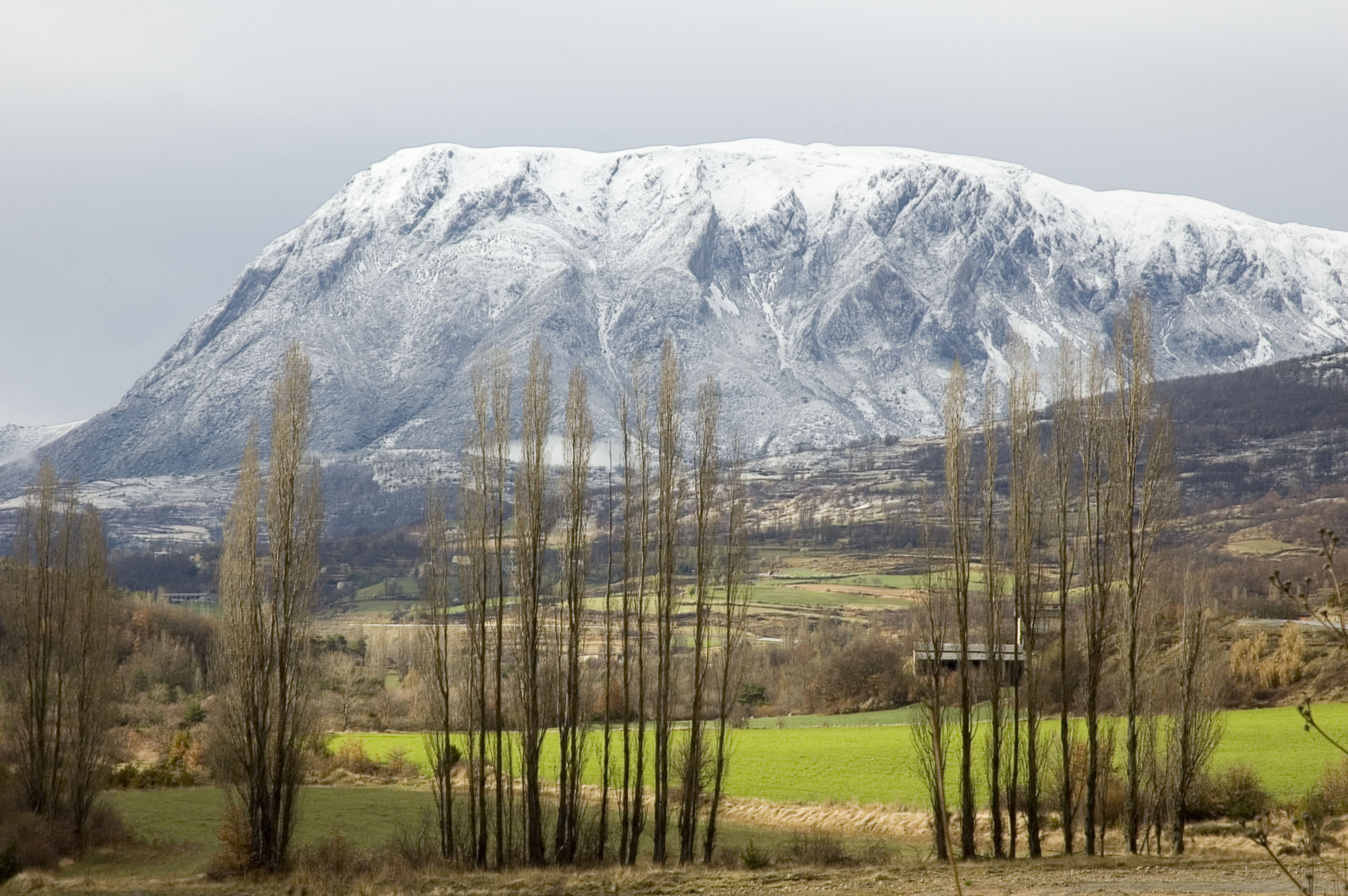
El Turbó, muntanya emblemàtica de la Ribagorça

## Controvèrsia sobre el topònim Baixa Ribagorça
Baixa Ribagorça és com sovint s'ha anomenat la part administrativament aragonesa de la zona catalanoparlant de comarca natural de la Ribagorça, sobretot en contraposició amb la comarca de l'Alta Ribagorça de la comunitat autònoma de Catalunya.
Aquesta denominació no existeix legalment, i pel que fa al seu ús pot fer referència a dos territoris d'extensió lleugerament diferent. Dependrà la postura de què partim quant a la divisió comarcal de la Franja de Ponent des d'una òptica dels Països Catalans, ja siga la integracionista o la nacional.
Des de la integracionista dels Països Catalans, la Baixa Ribagorça constitueix la més septentrional de les quatre comarques en què es divideix la Franja de Ponent i comprèn tots aquells pobles catalanòfons de la comarca oficial de la Ribagorça. Hi queda inclosa (més per tradició d'estudis que no pas per cientificitat demostrada) el territori de la Vall de Benasc.
Des de la postura nacional dels Països Catalans, en canvi, s'entén per Baixa Ribagorça la part catalanòfona de la conca del riu Isàvena després del congost d'Ovarra: Beranui, Tor-la-ribera, Isàvena; les zones catalanòfones dels municipis de Graus i Capella, i la totalitat de municipis de Monesma i Queixigar, Castigaleu, Lasquarri, Tolba, Viacamp i Lliterà, Benavarri i Estopanyà.
La capital històrica de la Baixa Ribagorça és Benavarri. En la mesura en què els límits d'aquesta comarca depenen de la llengua de cada localitat (la qual no s'adequa als límits municipals), la regió s'estén per tota una sèrie de pobles de parla catalana que han estat annexionats a municipis identitàriament aragonesos. Exemples d'antics municipis són:
- Güel. S'incorpora a Graus el 1972 (Decret 3357/71, de 23 de desembre).
- Llaguarres. S'incorpora a Capella el 1965 (Decret 4338/64, de 24 de desembre).

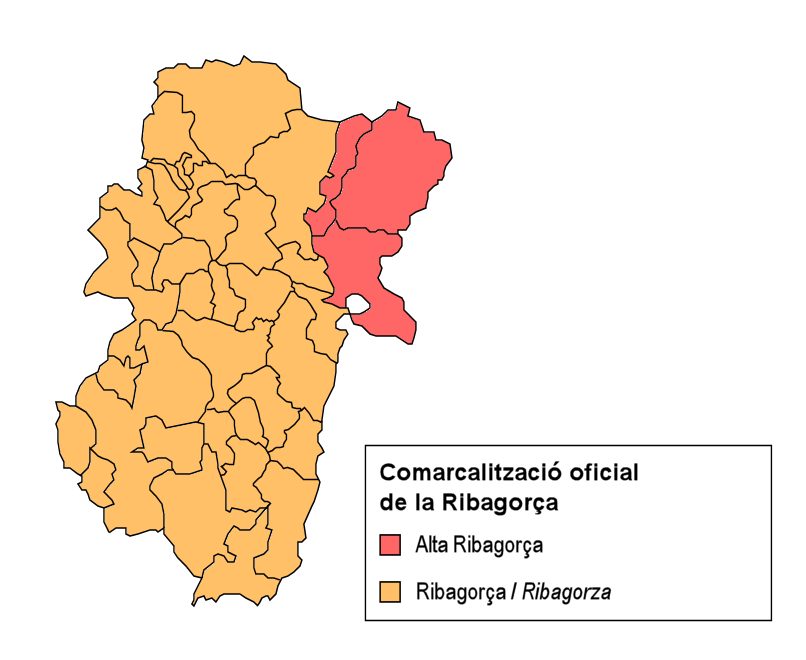
Comarques oficials d'una i altra autonomia
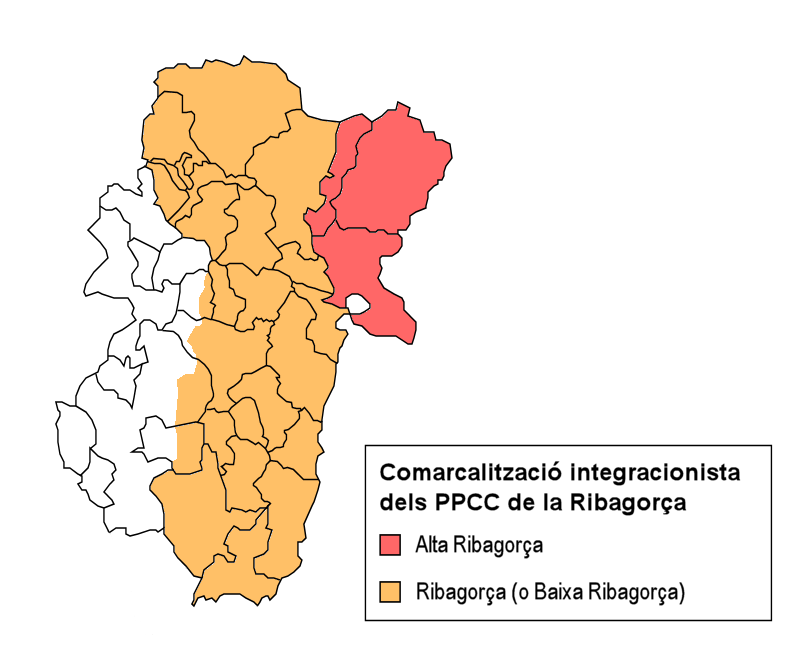
Ordenació comarcal integracionista
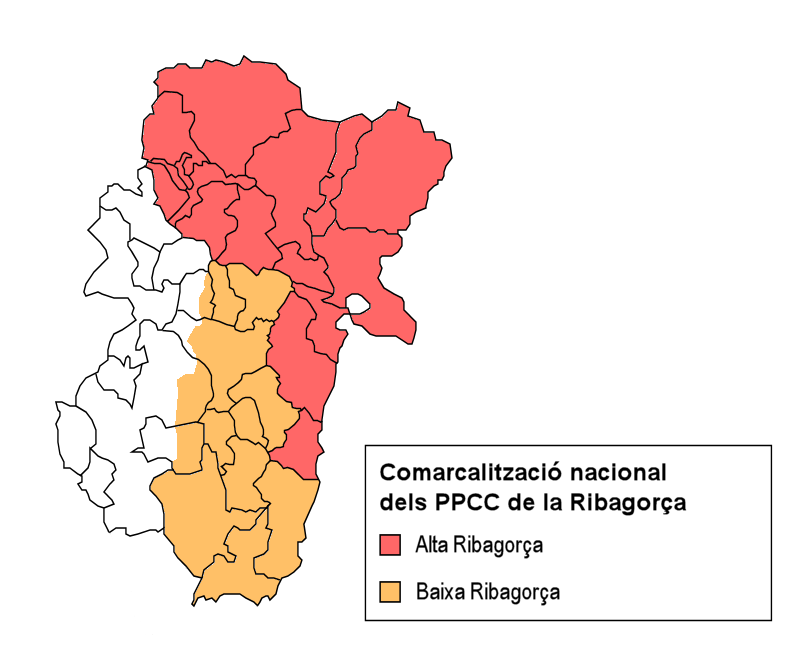
Proposta nacional de comarcalització dels Països Catalans

## Imatges de la Baixa Ribagorça

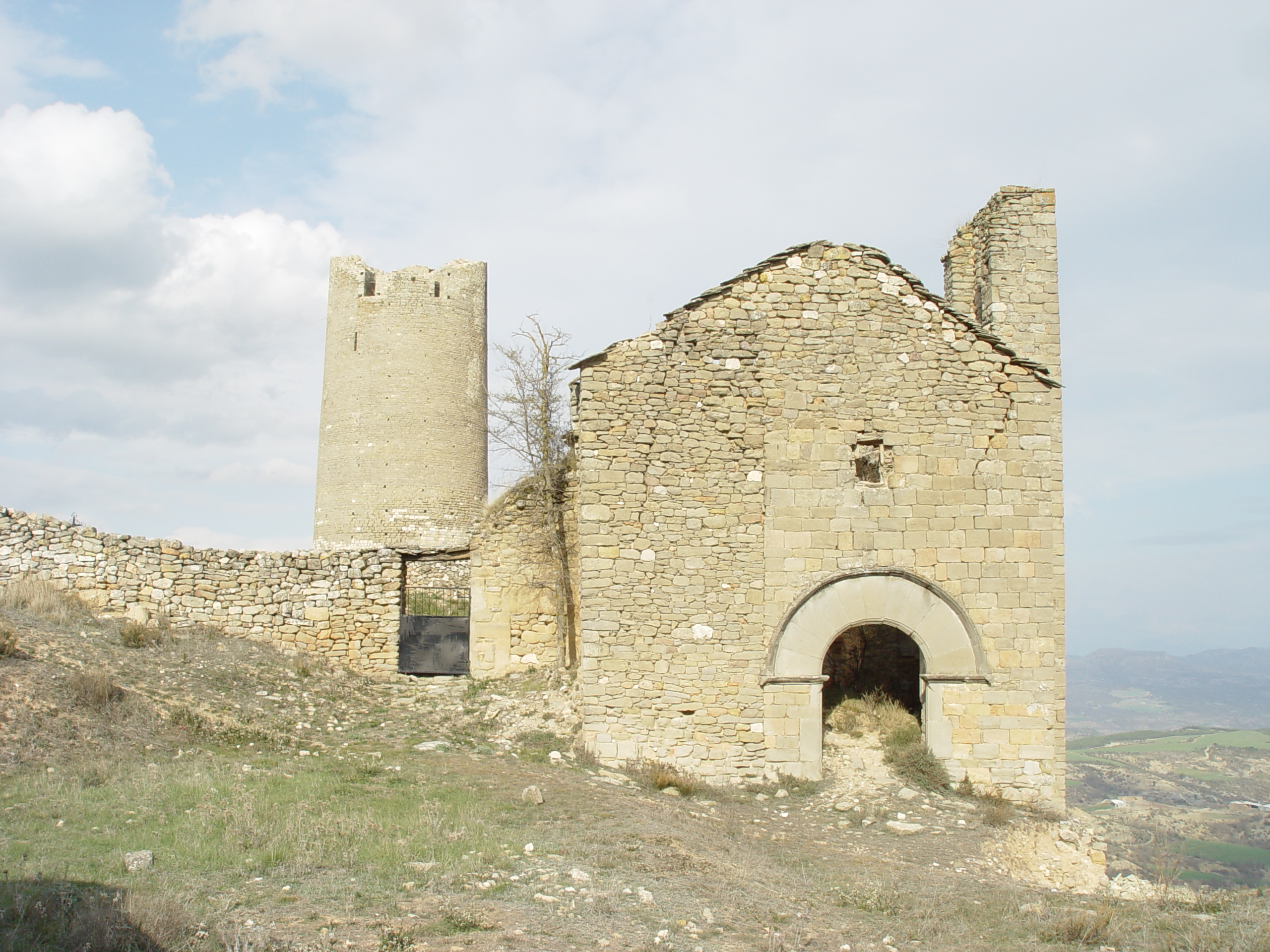
Església de Sant Esteve de Viacamp
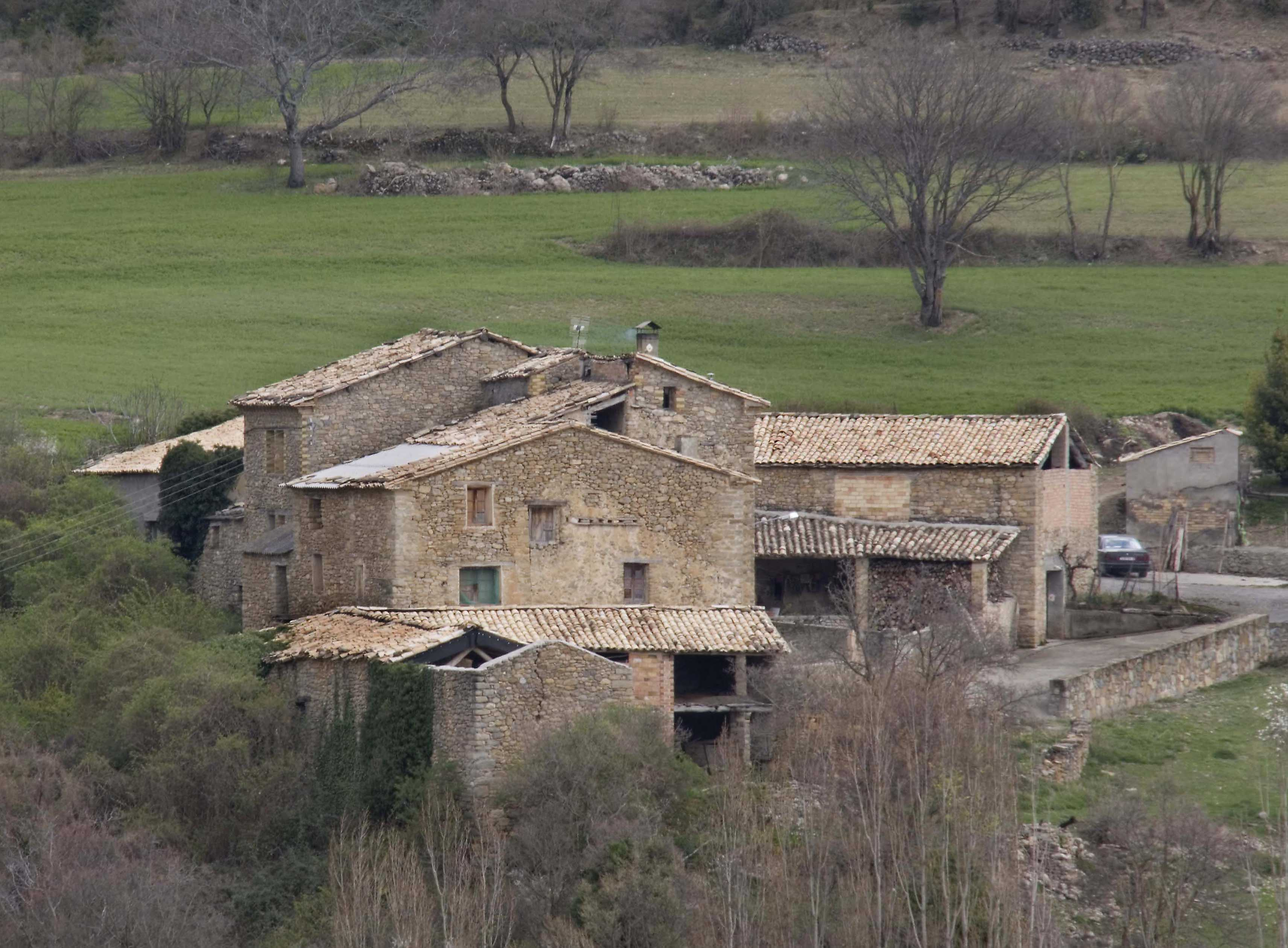
Riguala, sota el Coll de Vent, Serra de Sis
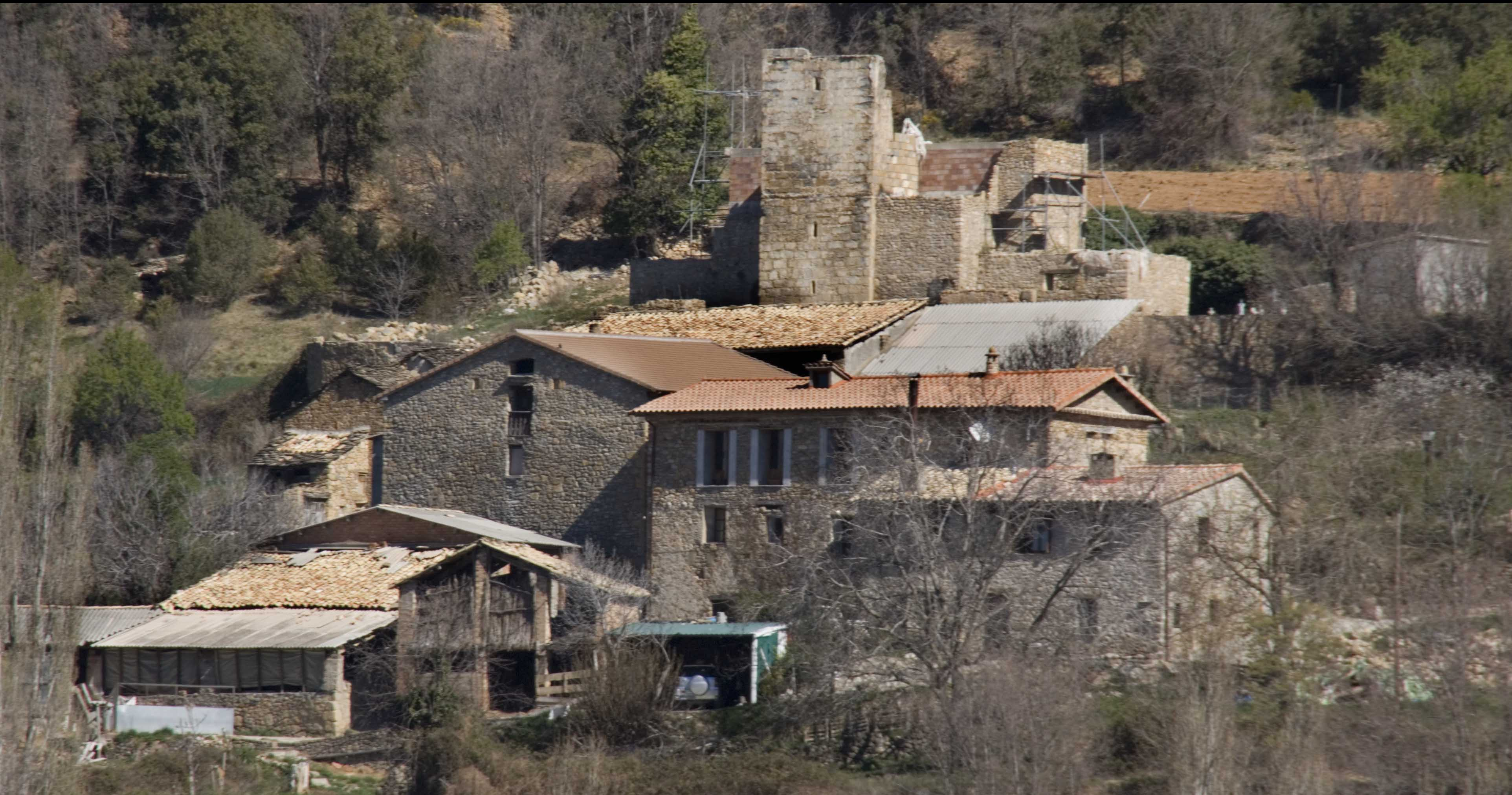
El Barri, de l'antic terme de Serradui. Actualment municipi d'Isàvena
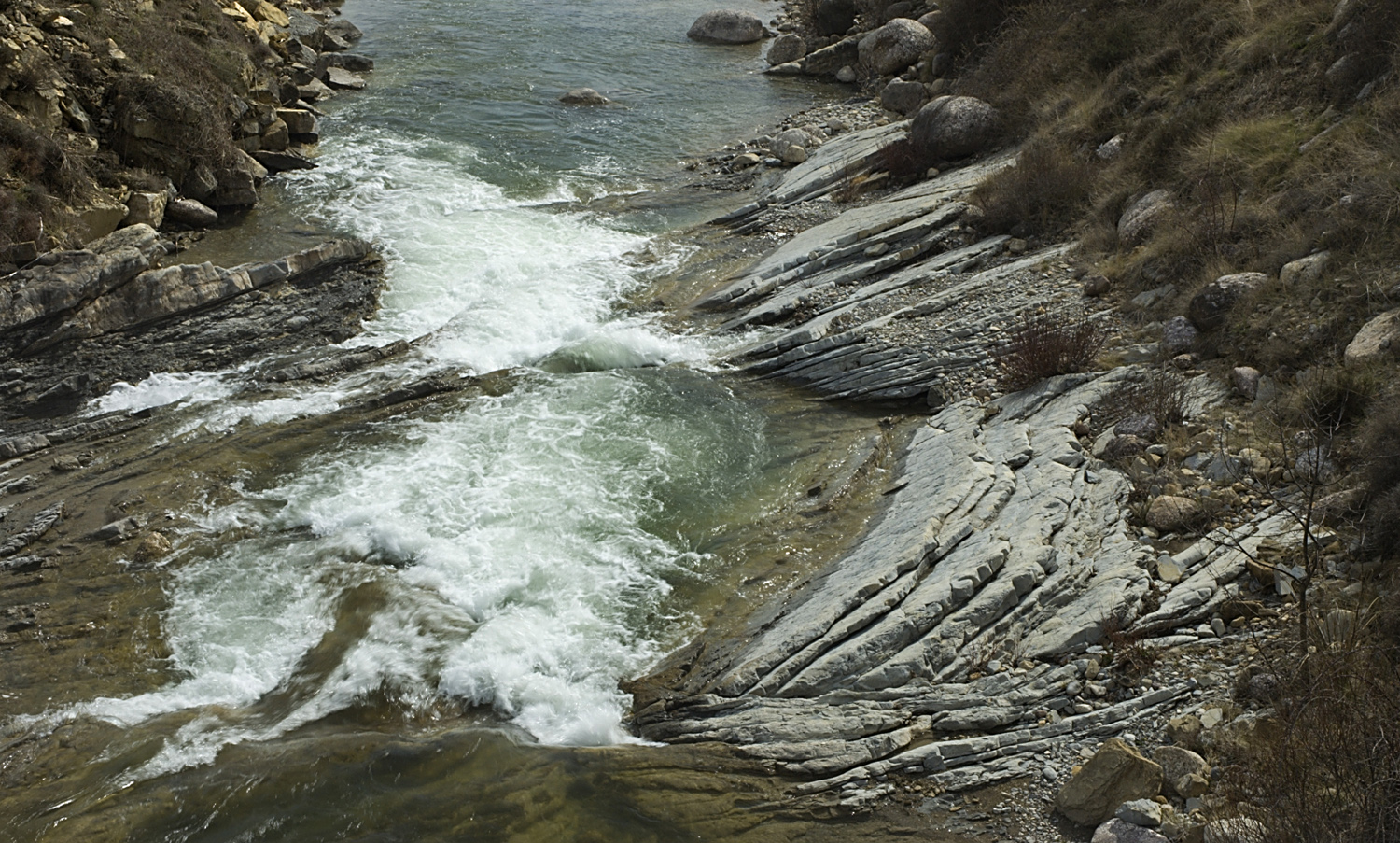
Mulla de Pardinella, riu Isàvena
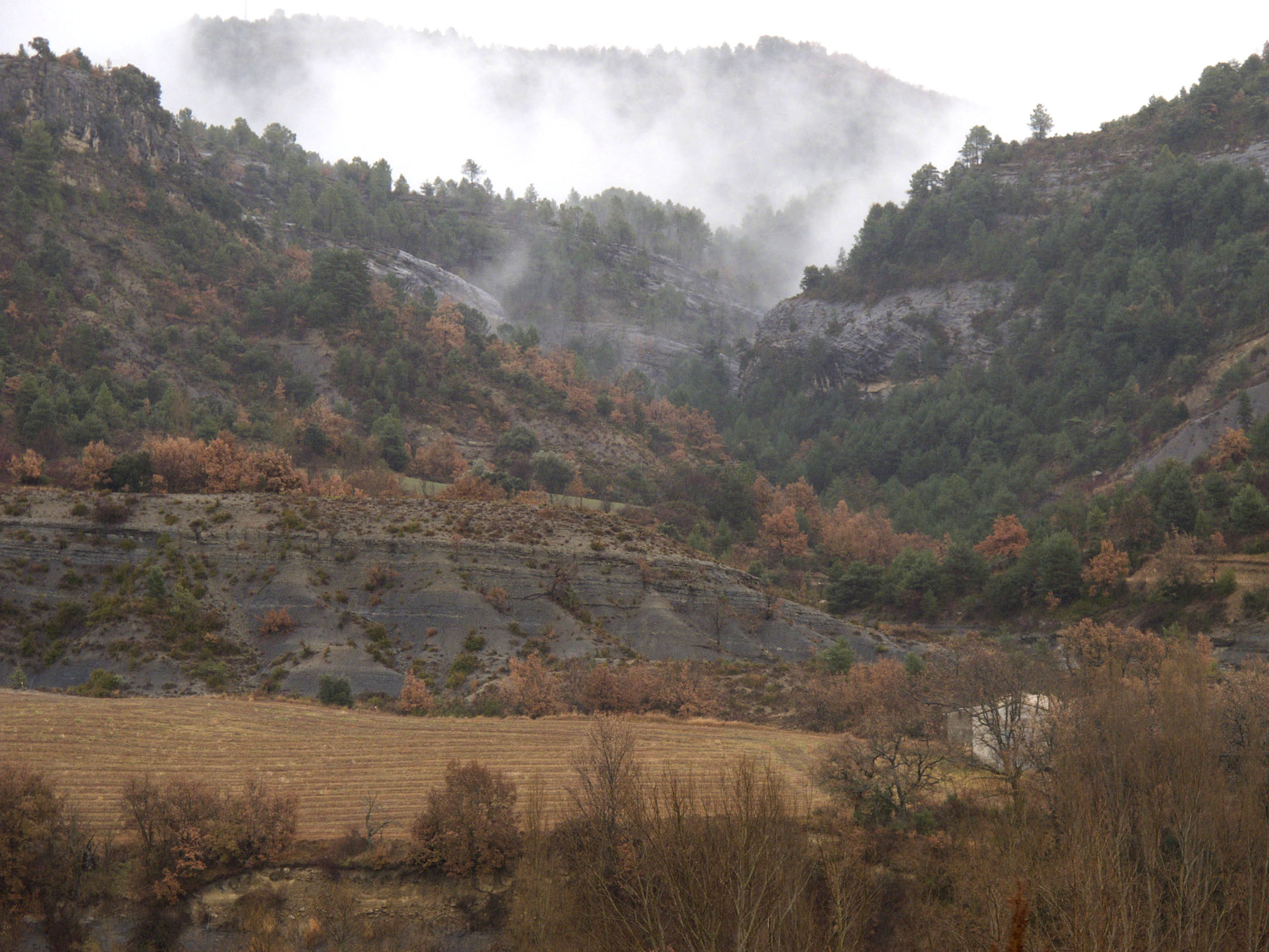
Vessant per on transcorre la Variant GR 18.1 pel curs mitjà del riu Isàvena
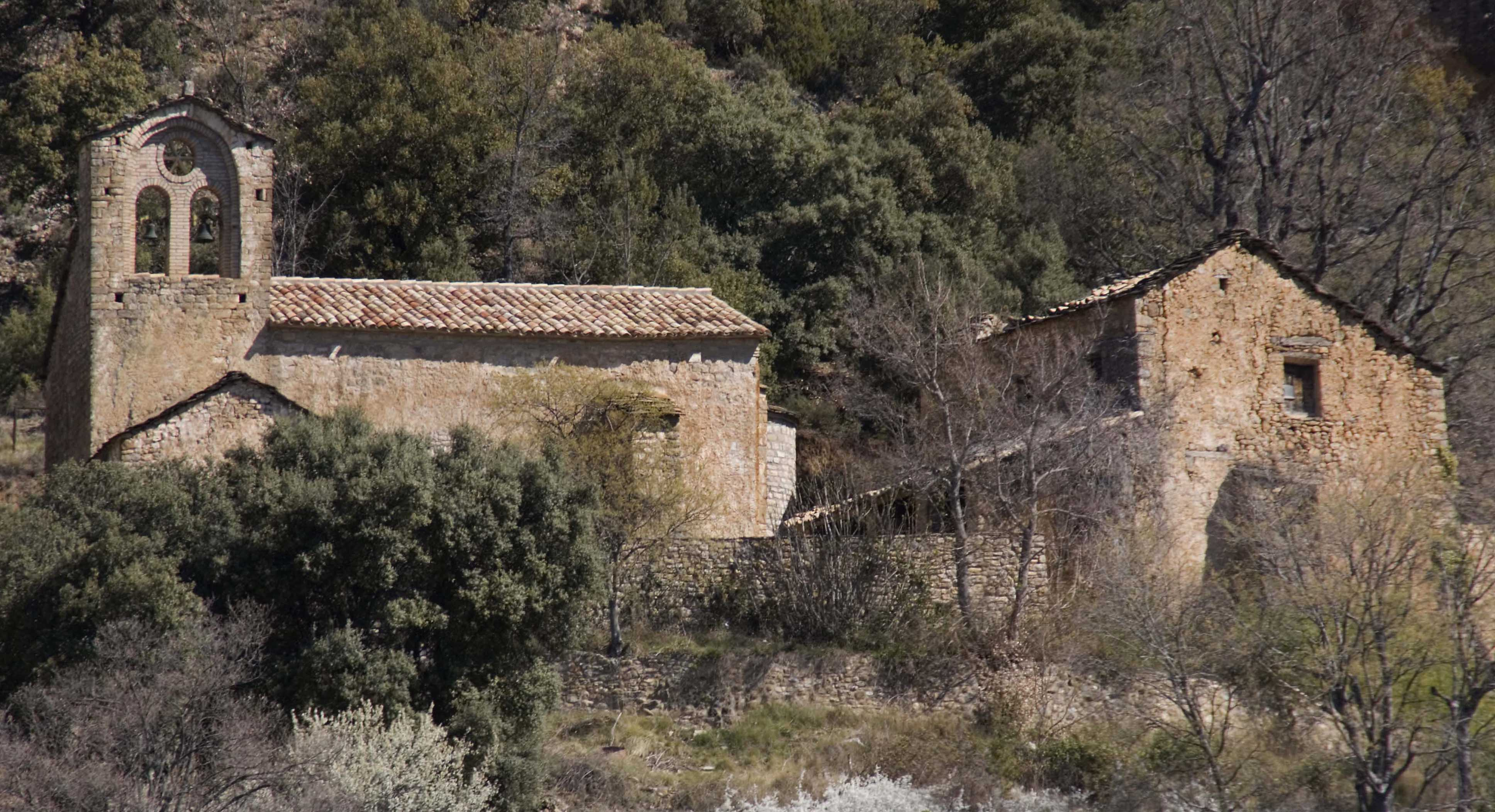
Ermita de la Feixa, (La Vileta de Serradui, Isàvena)
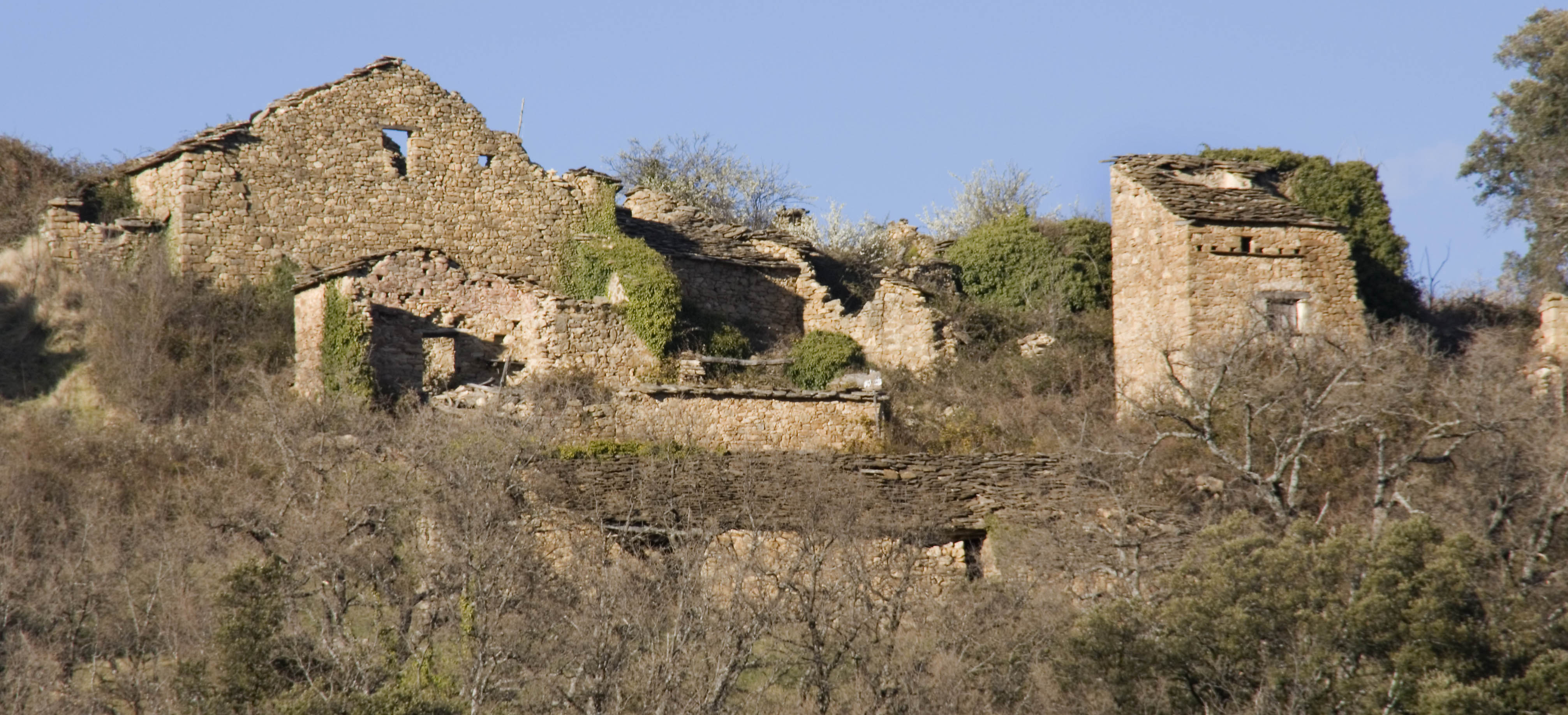
Rin de la Carrasca
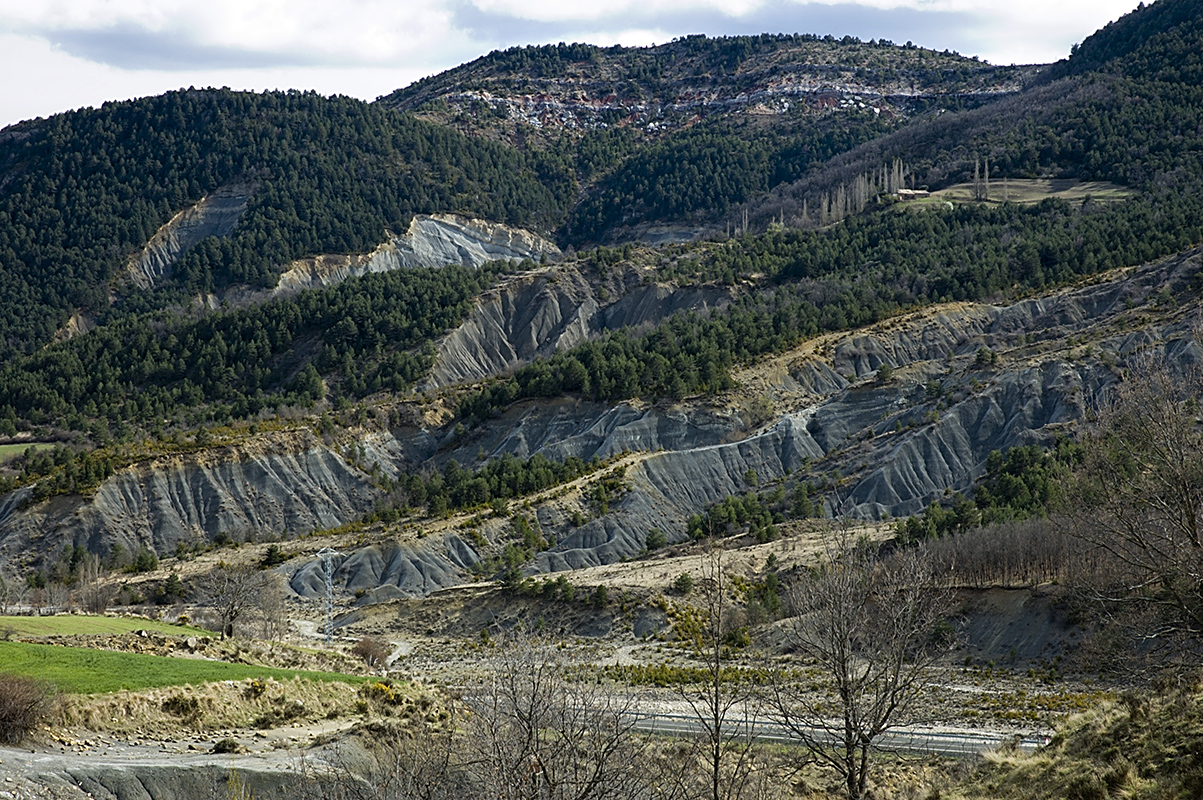
Margues de la Serra del Jordal
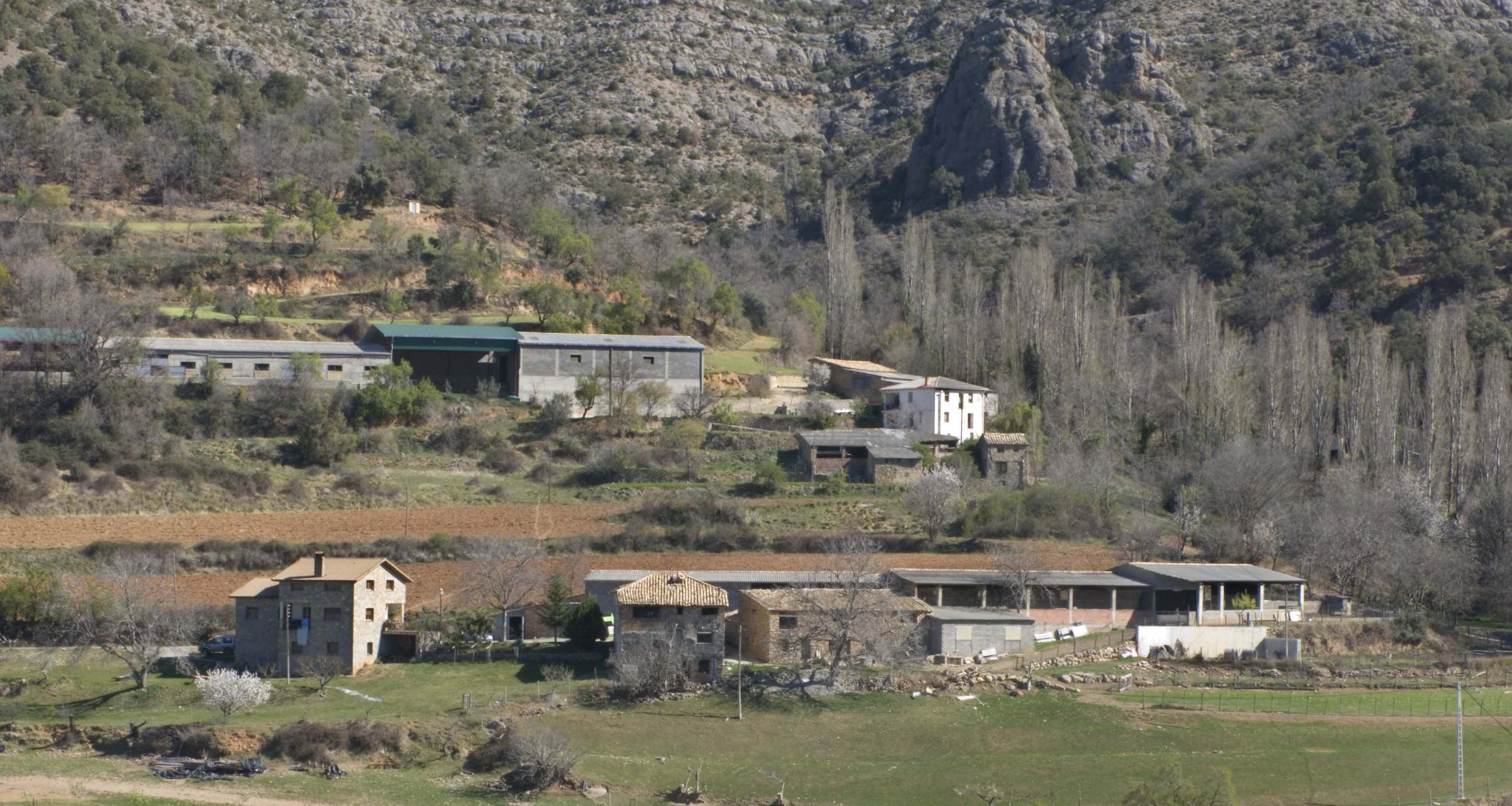
La Vileta de Serradui, sota la Serra de Sis
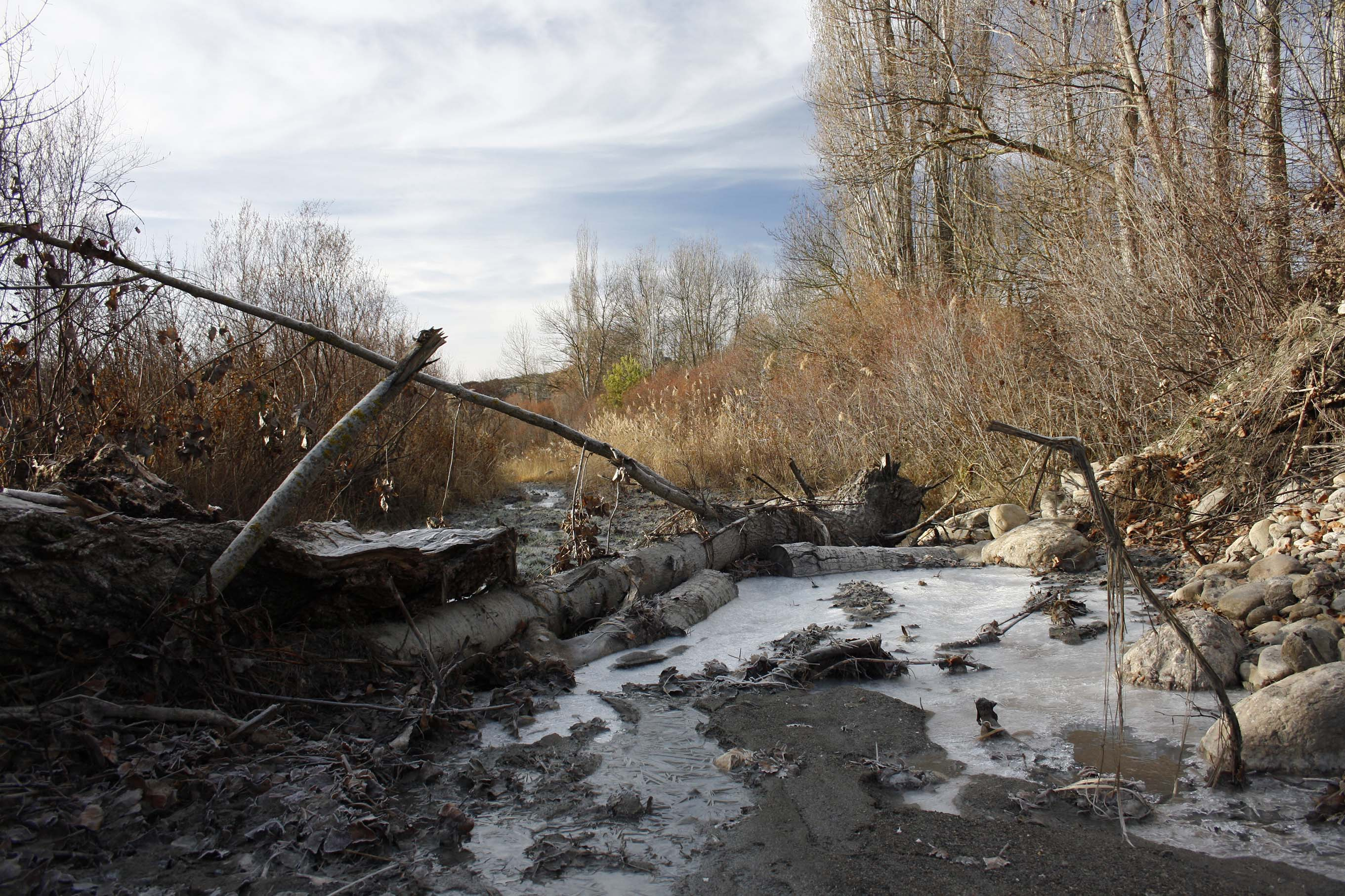
Vall de l'Isàvena
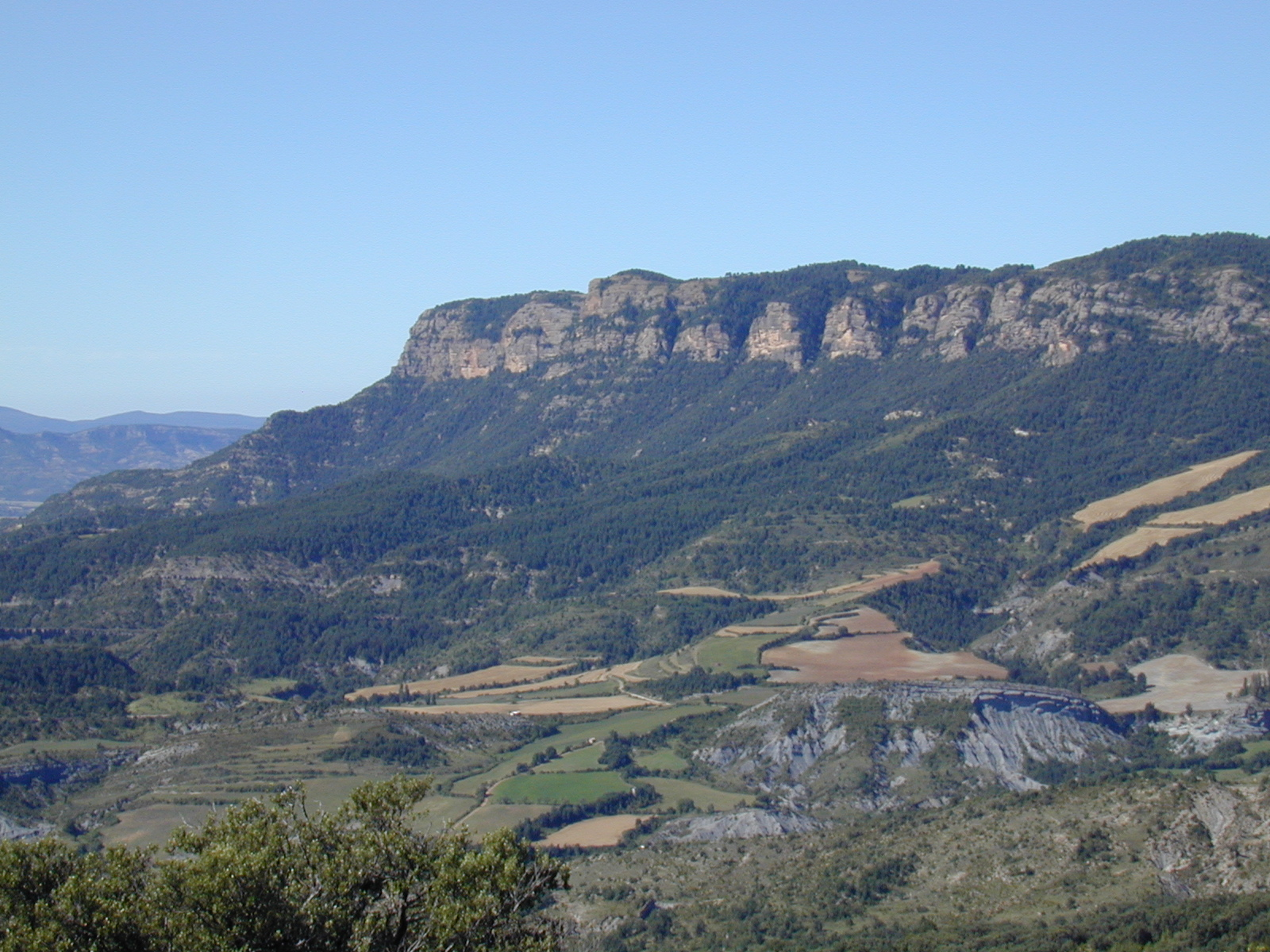
Morrón de Güel, Serra d'Esdolomada
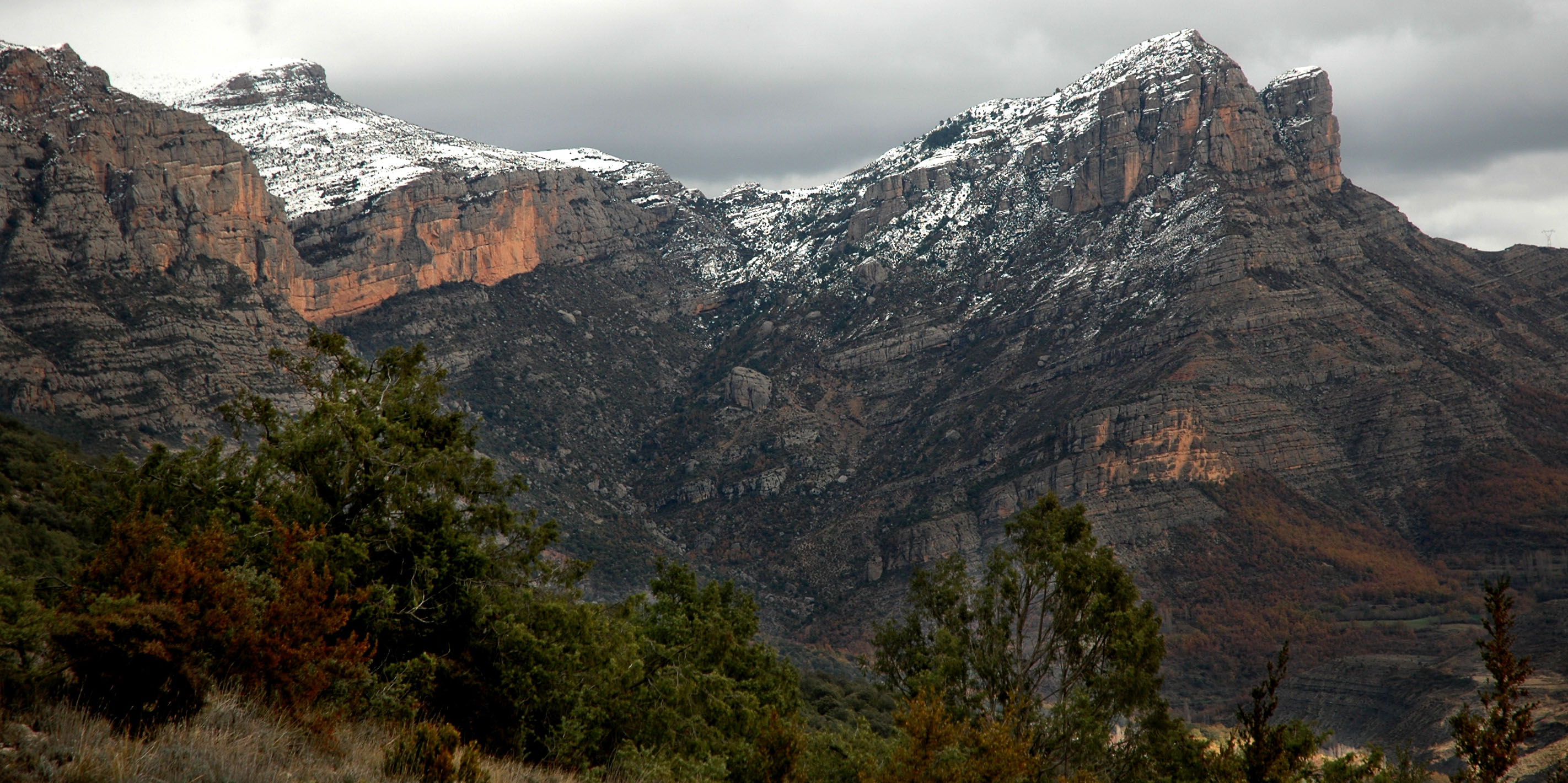
Serra de Sis, Ribagorça aragonesa-Prepirineus. En la imatge podem veure: el Tossal dels Moros, el Brocoló, Carraduno i la Roca Cirera. Municipi: Isàvena